# Avrim Blum

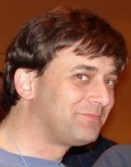
Avrim Blum (2006)

Avrim Blum (* 27. Mai 1966) ist ein US-amerikanischer Informatiker.

## Leben
Blum ist der Sohn von Manuel Blum und Lenore Blum. Er wurde 1991 am Massachusetts Institute of Technology bei Ron Rivest promoviert. Danach war er Professor an der Carnegie Mellon University. 2017 wurde er Professor und Chief Academic Officer am Toyota Technological Institute in Chicago.
Er befasst sich mit Maschinenlernen, Entwurf von Mechanismen, Lerntheorie, algorithmischer Spieltheorie, algorithmischer Fairness, KI-Planung (Graphplan mit Merrick Furst), Sicherheit von Datenbanken und Algorithmen und deren Analyse (nicht-worst-case).
2007 wurde er Fellow der Association for Computing Machinery. 2021 erhielt er mit Irit Dinur, Cynthia Dwork, Frank McSherry, Adam Davison Smith und Kobbi Nissim den Paris-Kanellakis-Preis für ihre fundamentalen Beiträge zur Entwicklung der Differential Privacy.

## Schriften (Auswahl)
- mit Ron Rivest: Training a 3-node neural network is NP-complete. Neural Networks, Band 5, 1992, S. 117–127.
- mit P. Langley: Selection of relevant features and examples in machine learning. Artificial Intelligence, Band 97, 1997, S. 245–271.
- mit M. L. Furst: Fast planning through planning graph analysis. Artificial Intelligence, Band 90, 1997, S. 281–300.
- mit T. Mitchell: Combining labeled and unlabeled data with co-training. Proc. 11th Annualt Conf.Comput. Learning, 1998
- mit S. Chawla: Learning from labeled and unlabeled data using graph mincuts. Carnegie Mellon University 2001
- mit A. Kalai und H. Wasserman: Noise-tolerant learning, the parity problem, and the statistical query model. Journal of the ACM, Band 50, 2003, S. 506–519.
- mit N. Bansal und S. Chawla: Correlation clustering. Machine Learning, Band 56, 2004, S. 89–113.
- mit Cynthia Dwork, Frank McSherry und Kobbi Nissim: Practical privacy: the SuLQ framework. Proc. 24th ACM SIGMOD-SIGACT-SIGART Symposium on Principles of Database Systems, 2005, S. 128–138.
- mit K. Ligett und A. Roth: A learning theory approach to noninteractive database privacy. Journal of the ACM, Band 60, 2013, S. 1–25.